# كايل كوهلر
كايل كوهلر هو سياسي أمريكي، ولد في 5 أكتوبر 1961 في سبرينغفيلد في الولايات المتحدة. نشط حزبياً في الحزب الجمهوري. وقد انتخب عضو مجلس نواب أوهايو ‏.

## وصلات خارجية
- الموقع الرسمي